# Djalma Florêncio Diniz
Djalma Florêncio Diniz (Linhares, 5 de março de 1948) é um empresário e político brasileiro com atuação no estado de Minas Gerais. Djalma Diniz  é deputado estadual em Minas Gerais desde 1995. 